# Jung Yu-mi
Jung Yu-mi (en hangul, 정유미; Busan, 18 de enero de 1983) es una actriz de cine y televisión surcoreana.

## Carrera
Jung debutó en cine con Blossom Again (2005), por la cual recibió reconocimiento. Desde entonces, ha protagonizado las aclamadas películas Family Ties (2006), Chaw (2009), My Dear Desperado (2010), y los éxitos de taquilla de The Crucible (2011) y Tren a Busan (2016), entre otras. También aparece con frecuencia en las películas del director Hong Sang-soo, en particular  Oki's Movie (2010) y Our Sunhi (2013).
En el 2019 se unió al elenco principal de la serie de Netflix The School Nurse Files (también conocida como "Health Education Instructor Ahn Eun Young") donde dio vida a la instructora Ahn Eun-young.
En diciembre del 2020, se anunció que estaba en pláticas para unirse al elenco de la serie When the Day Breaks. En marzo de 2021 comenzó el rodaje, pero este se suspendió en diciembre cuando ya estaban terminados ocho de sus dieciséis episodios.

## Filmografía

### Cine
| Año  | Título en inglés                  | Título en hangul     | Rol             | Notas                                         |
| ---- | --------------------------------- | -------------------- | --------------- | --------------------------------------------- |
| 2005 | A Bittersweet Life                | 달콤한 인생          | Mi-ae           |                                               |
| 2005 | Blossom Again                     | 사랑니               | Cho In-young    |                                               |
| 2006 | Family Ties                       | 가족의 탄생          | Chae-hyun       |                                               |
| 2007 | Shim's Family                     | 좋지 아니한가        | Ha-eun          | También conocida como Skeletons in the Closet |
| 2009 | Oishii Man                        | 오이시맨             | Jae-yeong       |                                               |
| 2009 | The Room Nearby                   | 그녀들의 방          | Koo Eon-joo     |                                               |
| 2009 | Like You Know It All              | 잘 알지도 못하면서   | Yoo-shin        |                                               |
| 2009 | Chaw                              | 차우                 | Byeon Soo-ryeon |                                               |
| 2009 | A Million                         | 10억                 | Kim Ji-eun      |                                               |
| 2009 | Good Morning, President           | 굿모닝 프레지던트    | Mi-mi           | Cameo                                         |
| 2010 | My Dear Desperado                 | 내 깡패 같은 애인    | Se-jin          |                                               |
| 2010 | Oki's Movie                       | 옥희의 영화          | Ok-hee          |                                               |
| 2010 | Come, Closer                      | 조금만 더 가까이     | Eun-hee         |                                               |
| 2010 | Cafe Noir                         | 카페 느와르          | Sun-hwa         |                                               |
| 2011 | Silenced                          | 도가니               | Seo Yoo-jin     | También conocida como The Crucible            |
| 2012 | In Another Country                | 다른 나라에서        | Won-joo         |                                               |
| 2013 | Our Sunhi                         | 우리 선희            | Sunhi           |                                               |
| 2013 | Tough as Iron                     | 깡철이               | Soo-ji          |                                               |
| 2014 | La chica satélite y el chico vaca | 우리별 일호와 얼룩소 | Il-ho           | Papel de voz                                  |
| 2014 | Manhole                           | 맨홀                 | Yeon-seo        |                                               |
| 2015 | The Himalayas                     | 히말라야             | Choi Soo-young  | Cameo                                         |
| 2016 | Train to Busan                    | 부산행               | Seong-kyeong    |                                               |
| 2016 | The Table                         | 더 테이블            | Yu-jin          | [ 5 ]                                         |
| 2018 | Psychokinesis                     | 염력                 | Hong Sang-moo   |                                               |
| 2019 | Kim Ji-young: Born 1982           | 82년생 김지영        | Kim Ji-young    |                                               |
| 2022 | Wonderland                        | 원더랜드             | Coordinadora    | [ 6 ] [ 7 ]                                   |
| 2023 | Sleep                             | 잠                   | Soo-jin         | [ 8 ] [ 9 ]                                   |

### Cortometrajes
| Año  | Título en inglés                 | Título en hangul           | Rol     | Notas                                  |
| ---- | -------------------------------- | -------------------------- | ------- | -------------------------------------- |
| 2003 | Tell Her I Love Her              |                            |         |                                        |
| 2004 | How to Operate a Polaroid Camera | 폴라로이드 작동법          | Sun-ah  |                                        |
| 2006 | 09:05                            |                            |         |                                        |
| 2007 | A Puppy, Our Family              | 가족 같은 개, 개 같은 가족 | Min-joo |                                        |
| 2009 | Relay                            | 시선 1318: 릴레이          |         | También conocida como If You Were Me 4 |
| 2009 | Lost in the Mountains            | 어떤 방문: 첩첩산중        | Mi-sook | Jeonju Digital Project                 |
| 2011 | List                             | 리스트                     |         |                                        |
| 2012 | The Winter Pianist               | 겨울의 피아니스트          |         |                                        |
| 2017 | Ladies of the Forest             | 산나물 처녀                |         |                                        |

### Televisión
| Año  | Título en inglés                       | Título en hangul              | Canal   | Personaje           | Notas                      | Ref.          |
| ---- | -------------------------------------- | ----------------------------- | ------- | ------------------- | -------------------------- | ------------- |
| 2007 | Que Sera, Sera                         | 케세라, 세라                  | MBC     | Han Eun-soo         |                            |               |
| 2010 | Drama Special: The Great Gye Choon-bin | 위대한 계춘빈                 | KBS2    | Gye Choon-bin       |                            |               |
| 2012 | I Need Romance 2012                    | 로맨스가 필요해 2             | tvN     | Joo Yeol-mae        |                            |               |
| 2013 | The Queen of Office                    | 직장의 신                     | KBS2    | Jeong Joo-ri        |                            |               |
| 2013 | Dating Agency: Cyrano                  | 연애조작단: 시라노            | tvN     | Bong Soo-ah         | Invitada (episodios 8 y 9) |               |
| 2013 | Reply 1994                             | 응답하라 1994                 | tvN     |                     | Cameo (episodio 21)        |               |
| 2014 | Discovery of Love                      | 연애의 발견                   | KBS2    | Han Yeo-reum        |                            |               |
| 2016 | Listen to Love                         | 이번 주, 아내가 바람을 핍니다 | JTBC    | Han Jun-hee         | Cameo (episodio 8)         |               |
| 2017 | The Lady in Dignity                    | 품위있는 그녀                 | JTBC    | Cliente             | Cameo (episodio 6)         |               |
| 2018 | Live                                   | 라이브                        | tvN     | Han Jung-o          |                            |               |
| 2018 | What's Wrong with Secretary Kim        | 김비서가 왜 그럴까            | tvN     | Amiga de Young-joon | Episodio 1.14              | [ 10 ]        |
| 2020 | The School Nurse Files                 | 보건교사 안은영               | Netflix | Ahn Eun-young       |                            |               |
| 2022 | When the Day Breaks                    | 아침이 밝아올 때까지          | JTBC    |                     |                            | [ 11 ]        |
| 2024 | Love Your Enemy                        | 사랑은 외나무다리에서         | tvN     | Yoon Ji-won         |                            | [ 12 ] [ 13 ] |

### Espectáculos de variedades
| Año  | Título en inglés             | Rol                | Canal |
| ---- | ---------------------------- | ------------------ | ----- |
| 2017 | Youn's Kitchen               | Miembro del equipo | TVN   |
| 2018 | Youn's Kitchen - temporada 2 | Miembro del equipo | TVN   |

### Vídeos musicales
| Año  | Título en inglés    | Artista       |
| ---- | ------------------- | ------------- |
| 2015 | "Zero Gravity"      | Zion.T        |
| 2017 | "Holding On To You" | Sung Si-kyung |

## Premios y nominaciones
| Año  | Premio                                         | Categoría                                    | Trabajo nominado        | Resultado | Ref.          |
| ---- | ---------------------------------------------- | -------------------------------------------- | ----------------------- | --------- | ------------- |
| 2005 | 25th Korean Association of Film Critics Awards | Mejor actriz revelación                      | Blossom Again           | Ganadora  |               |
| 2005 | 26th Blue Dragon Film Awards                   | Mejor actriz revelación                      | Blossom Again           | Nominada  | [ 15 ]        |
| 2005 | 4th Korean Film Awards                         | Mejor actriz revelación                      | Blossom Again           | Nominada  | [ 16 ]        |
| 2006 | 42nd Baeksang Arts Awards                      | Mejor actriz revelación                      | Blossom Again           | Ganadora  | [ 17 ]        |
| 2006 | 27th Blue Dragon Film Awards                   | Mejor actriz de reparto                      | Family Ties             | Ganadora  | [ 18 ]        |
| 2006 | 5th Korean Film Awards                         | Mejor actriz revelación                      | Family Ties             | Nominada  |               |
| 2010 | 8th Korean Film Awards                         | Mejor actriz                                 | My Dear Desperado       | Nominada  |               |
| 2010 | KBS Drama Awards                               | Premio a la excelencia, actriz de dramas     | The Great Gye Choon-bin | Ganadora  | [ 19 ]        |
| 2011 | 33rd Golden Cinematography Awards              | Mejor actriz                                 | My Dear Desperado       | Ganadora  |               |
| 2011 | 20th Buil Film Awards                          | Mejor actriz                                 | Oki's Movie             | Ganadora  | [ 20 ]        |
| 2011 | 32nd Blue Dragon Film Awards                   | Mejor actriz                                 | The Crucible            | Nominada  |               |
| 2013 | 14th Busan Film Critics Awards                 | Mejor actriz                                 | Our Sunhi               | Ganadora  |               |
| 2013 | KBS Drama Awards                               | Premio a la excelencia, actriz de miniseries | Queen of the Office     | Nominada  |               |
| 2014 | 1st Wildflower Film Awards                     | Mejor actriz                                 | Our Sunhi               | Nominada  | [ 21 ]        |
| 2014 | 23rd Buil Film Awards                          | Mejor actriz                                 | Our Sunhi               | Nominada  | [ 22 ]        |
| 2014 | KBS Drama Awards                               | Premio a la excelencia, actriz               | Discovery of Love       | Nominada  |               |
| 2014 | KBS Drama Awards                               | Premio a la excelencia, actriz de miniseries | Discovery of Love       | Ganadora  |               |
| 2014 | KBS Drama Awards                               | Premio del público                           | Discovery of Love       | Ganadora  |               |
| 2014 | KBS Drama Awards                               | Mejor pareja (con Eric Mun)                  | Discovery of Love       | Ganadora  |               |
| 2016 | 37th Blue Dragon Film Awards                   | Mejor actriz de reparto                      | Train to Busan          | Nominada  |               |
| 2017 | 22nd Chunsa Film Art Awards                    | Mejor actriz de reparto                      | Train to Busan          | Nominada  |               |
| 2017 | 17th Korea World Youth Film Festival           | Actriz favorita de película                  |                         | Ganadora  |               |
| 2019 | 20th Women In Film Korea Festival              | Mejor actriz                                 | Kim Ji Young, Born 1982 | Ganadora  | [ 23 ]        |
| 2020 | 56th Grand Bell Award                          | Mejor actriz (Cine)                          | Kim Ji Young, Born 1982 | Ganadora  | [ 24 ] [ 25 ] |
| 2020 | 56th Baeksang Arts Award                       | Mejor actriz (Cine)                          | Kim Ji Young, Born 1982 | Nominada  |               |
| 2020 | 29th Buil Film Award                           | Mejor actriz                                 | Kim Ji Young, Born 1982 | Ganadora  | [ 26 ]        |
| 2020 | 40th Korean Association Of Film Critics Award  | Mejor actriz                                 | Kim Ji Young, Born 1982 | Ganadora  | [ 27 ]        |
| 2020 | 14th Asian Film Award                          | Mejor actriz                                 | Kim Ji Young, Born 1982 | Nominada  |               |
| 2020 | 25th Chunsa Film Art Award                     | Mejor actriz                                 | Kim Ji Young, Born 1982 | Nominada  |               |
| 2020 | 41st Blue Dragon Film Award                    | Mejor actriz                                 | Kim Ji Young, Born 1982 | Nominada  | [ 28 ]        |
| 2020 | 41st Blue Dragon Film Award                    | Premio Estrella popular                      |                         | Ganadora  | [ 29 ]        |